# Finlàndia Pròpia (històrica)

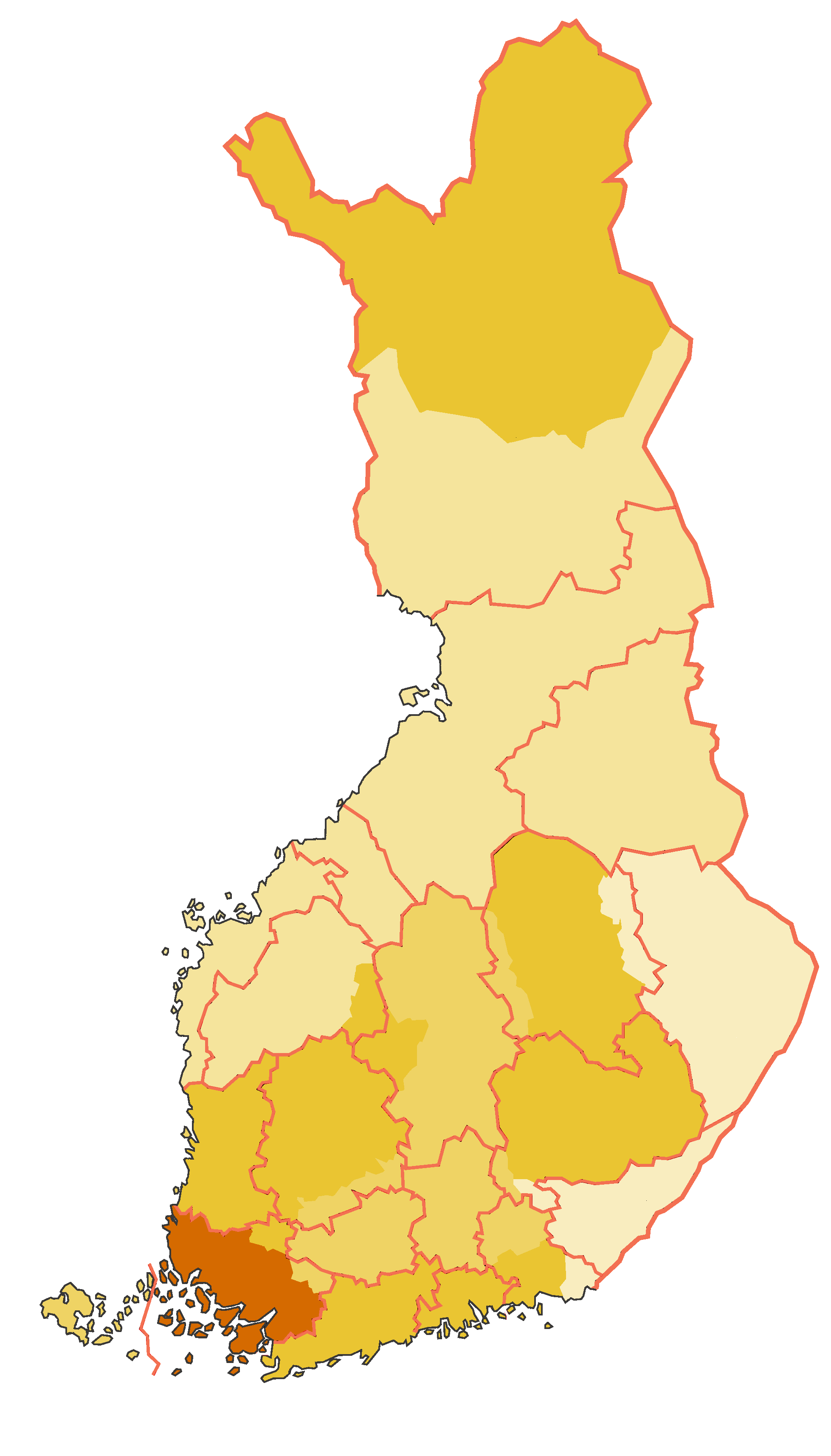
Localització al mapa.

Escut d'armes de la província.

Finlandia Pròpia (en finès Varsinais-Suomi; en suec Egentliga Finland) és una província històrica al sud-oest de Finlàndia, amb el seu centre a la ciutat de Turku. Limita amb les províncies de Satakunta, Tavastia i Uusimaa. També es troba al costat del Mar Bàltic, enfront de Åland. A més hi ha una regió moderna igualment anomenada Finlàndia Pròpia. Finlàndia Pròpia no s'ha confondre amb Finlàndia Continental.

## Administració
La regió històrica de Finlàndia Pròpia es troba actualment dins de l'administració de la província de Finlàndia Occidental.

## Història
La província, que havia estat part de Suècia des del segle xii, es va unir a Finlàndia quan va ser cedida a l'Imperi Rus el 1809. Les províncies històriques no tenen cap funció administrativa, però romanen com a llegat històric a tots dos països, Suècia i Finlàndia.

## Heràldica
L'escut de la província és format per un elm daurat davant de dues llances daurades situades en creu sobre un fons vermell. Cada llança porta un penyal blau de dues puntes amb una creu daura i l'escut és coronat per una diadema ducal.
Les armes d'aquesta província apareixen en l'escut d'armes dissenyat quan el rei Joan III va adquirir el títol de Gran Duc de Finlàndia. L'elm i les llances fan sens dubte referència al Castell de Turku, centre militar i administratiu del sud-oest de Finlàndia. L'elm també revela la importància de la noblesa i la cavalleria establertes en l'edat mitjana.